# 三浦龍司
三浦 龍司（みうら りゅうじ、2002年（平成14年）2月11日 - ）は、島根県浜田市出身の陸上競技選手、専門は中距離、長距離で主に3000mSC。浜田市立浜田東中学校、京都洛南高校、順天堂大学卒業。SUBARU所属。
2021年に2020年東京オリンピック3000mSCに出場し、日本人初入賞の7位入賞を果たす。
3000mSCの日本記録保持者で、日本学生記録、U20日本記録、U18日本記録、高2最高記録も保持。2000mSCのU20及びU18日本記録保持者。3000mのU20日本記録保持者。

## 来歴

### 小学校から高校1年まで
小学1年から、陸上クラブの浜田JASに所属。小学校時代から負けず嫌いで体力があり、縄跳び競技で二重跳びを10分間飛び続け、優勝した時の記録は浜田市小学生記録で2021年現在も更新されていない。80mHで浜田市記録を塗り替えたり、県大会で優勝したこともあった。ハードルを飛び越える身のこなしや長距離が好きなことから、当時から陸上クラブのコーチに高校生以降の種目である3000mSCを勧められる。それをきっかけに洛南高校へ進学後、本人が希望して3000mSCに出場することになる。中学に入ってからは陸上クラブと学校の部活の両方で練習を行う。中学2、3年はジュニアオリンピックや全中に1500mや3000mで出場。中国大会では2種目優勝も経験するが、全国大会ではいつも予選敗退だった。中学2年で都道府県駅伝に初出場。
2017年、陸上クラブのコーチの勧めもあり、県外の強豪校洛南高校へ進学。
京都高校総体3000mSC予選を1位通過し、決勝では1年生ながら2000m付近まで先頭集団を引っ張り5位入賞。近畿高校総体でも決勝へ進出し12位。
近畿高校ユース陸上競技対抗選手権で1年男子3000mSCに出場し、9分10秒78の高校1年歴代2位、大会新で優勝。

### 2018年
洛南高校2年、京都高校総体3000mSCで、8分52秒27の大会新、高校2年歴代最高で優勝。
近畿高校総体3000mSCでも独走し優勝。入賞が確実とみられた全国高校総体3000mSCでは予選4組に出場し1着でゴールしたが、レース中に三浦が障害に激突した際、接触を避けてやむを得ずコース外に出た選手への妨害で失格になる。
近畿高校ユース陸上競技対抗選手権で2年男子3000mSCに出場し、8分46秒56のU18日本新、高2歴代最高、高校歴代3位で優勝。1500mは2位入賞。
第73回福井国体で少年男子A5000mに出場し、14分04秒50で3位入賞。

### 2019年
3月、第3回アジアユース選手権（香港）で2000mSCに出場し、5分42秒35の大会新で、金メダルを獲得。
洛南高校3年になった4月、第53回織田幹雄記念国際陸上競技大会チャレンジ男子2000mSCに実業団選手の中に混ざり出場し、5分39秒27のU20/U18日本新で優勝。
6月15日、近畿高校総体3000mSC決勝で8分39秒49の高校新、U18日本新、大会新記録を記録。強風と後半は土砂降りの雨が降る悪天候の中、最初からハイペースで独走し、櫛部静二の陸上最古の高校記録を30年ぶりに5秒以上更新した。
更に12日後の6月27日、第103回日本陸上競技選手権大会3000mSC予選1組に出場し、自身の記録を0.12秒更新する8分39秒37を記録し、再び高校新とU18日本新を出す。決勝では8分40秒30で5位入賞。
8月、全国高校総体は台風が近づく沖縄で強風の中、3000mSCではフィレモン・キプラガットに29秒の大差を付けられ、踵の故障や台風の影響もありタイムも振るわなかったが2位入賞。1500m決勝では3分48秒00の自己新で6位入賞。洛南高校は総合優勝も果たした。
12月1日、日体大記録会5000m43組で13分51秒97の自己新、組1位。全国高校駅伝を前に、当時の日本人高校3年の中で1位のタイムを叩き出す。しかし、全国高校駅伝や都道府県駅伝では3年間通して思ったような活躍ができず、ロードや駅伝に苦手意識を持っていた。

### 2020年
在学中に3000mSCでオリンピック出場や箱根駅伝などでも活躍した卒業生の塩尻和也に憧れて、順天堂大学に進学。
7月18日、シーズン初戦となったホクレン・ディスタンス2020千歳大会3000mSCに出場し、高校時代には全く歯が立たなかったフィレモン・キプラガットに競り勝ち、8分19秒37で優勝。
この記録は、日本記録まであと0.44秒の日本歴代2位で、41年ぶりに新宅雅也の日本学生記録と、37年ぶりに愛敬重之のU20日本記録（当時陸上最古であった）を大幅に更新。いきなり自己記録を20秒更新し、延期が決定していた2020年東京オリンピック代表の最有力候補となり注目を浴びる。
なお、オリンピック参加標準記録の8分22秒00を突破したが、新型コロナウイルス感染拡大・緊急事態宣言発令の影響で延期を余儀なくされ、世界陸連が各国の公平性に配慮して設けたオリンピック参加にかかわる参加標準記録とワールドランキングポイントの適用除外期間だった。
9月11日、第89回日本インカレで3000mSCに出場し、8分28秒41の大会新記録で優勝。
10月17日、箱根駅伝予選会に出場し、ハーフマラソン1時間01分41秒を記録し、5位（日本人1位）。10年ぶりに大迫傑のU20日本最高記録、U20アジア最高記録を6秒更新した。
雨の中でのレースだったが、新型コロナウイルスの影響で立川駐屯地のみの平坦な周回コースだった事もあり、順大は上位10人の総合タイムで過去最速の駒澤大の記録を6分以上更新して10時間23分34秒で1位通過。
11月1日、第52回全日本大学駅伝に1区（9.5km）で、27分07秒と従来の区間記録を18秒更新する区間新記録で区間賞を獲得する。順大は総合8位でシード権を獲得。
標準記録を突破し優勝すれば、オリンピック代表に内定する12月4日の日本陸上競技選手権大会に出場予定だったが、11月末の練習中の打撲により欠場。
2020年の男子3000mSCのU20世界ランキング1位。
アスレティックス・アワード2020（東京運動記者クラブ選出）新人賞受賞。

### 2021年
1月2日、第97回箱根駅伝では1区（21.3km）に出場。
三浦は高速レースになると予想していたが、スタート直後から数百メートルは全員が周りの様子を窺い、1km4分以上はかかるゆっくりとしたジョギングペースという選手も驚きの入りだった（1km通過は3分33秒）。その後もペースの上げ下げが激しくラストスパートに付いていけず、トップから33秒差の10位。順大は総合7位でシード権を獲得。
2月27日、第104回日本選手権クロスカントリーシニア10kmに出場し、松枝博輝（富士通）をかわし29分10秒で優勝。
5月9日、国立競技場で開催された東京 2020 テストイベントREADY STEADY TOKYOで3000mSCに出場し、8分17秒46の日本新記録で優勝し、オリンピック参加標準記録を突破した。自身初の内水壕だったが、ほぼ先頭で集団を引っ張り、18年ぶりに岩水嘉孝の日本記録と自身の持つ日本学生記録、U20日本記録を更新。
6月12日、順大記録会で3000mに出場。序盤からハイペースでレースを進め、ラスト1周で大学の先輩である塩尻和也を追い抜いて7分48秒07の1位でゴール。この記録はこれまでの日本人学生記録およびU20日本記録を更新するものであり、同時に日本歴代4位の記録となった。
6月26日、長居陸上競技場（ヤンマースタジアム長居）で行われた第105回日本陸上競技選手権大会3000mSCにおいて、自身の持つ日本記録、日本学生記録、U20日本記録を更新する8分15秒99をマークし、大会新で初優勝。1ヶ月後に開催される2020年東京オリンピック代表に内定した。先頭を走っていたが、残り550mほどの水濠を越えた所で転倒するアクシデントに見舞われ、青木涼真、山口浩勢に抜かれるもすぐに追い抜き、そのままラストスパートに入り引き離した。
7月30日、国立競技場で行われた、東京オリンピックの陸上・3000mSC予選にて、8分09秒92の日本新記録を樹立。1組2着となり、8月2日夜に行われる決勝に進んだ。日本選手の同種目決勝進出はミュンヘンオリンピックの小山隆治以来49年ぶりの快挙である。8月2日の決勝、スタート時は先頭集団の好位置につき、一時はスローペースの集団を先頭で引っ張ったが、レース中盤に後退。残り1周で10位まで後退していたものの、最後の水濠を越えてから加速し、ラストスパートで順位を引き上げ、8分16秒90の記録で7位に入る。本種目において日本人初の入賞を成し遂げた。トラック個人種目での入賞も、シドニーオリンピック・10000mで7位入賞の高岡寿成以来21年ぶりであった。
11月7日、第53回全日本大学駅伝では2区（11.3km）で出走。トップと20秒差の11番目（順位は10位）で襷を受けると、2km手前で先頭集団に追いつき、残り1kmで一気に集団から抜け出して先頭で襷を渡した。区間歴代3位（当時）の31分30秒で2年連続の区間賞を獲得し、順大の20年ぶりとなる3位入賞に大きく貢献した。

### 2022年
1月2日、第98回箱根駅伝2区（23.1km）に出場し、1時間07分44秒で区間11位。
4月9日、第30回金栗記念選抜中・長距離熊本大会2022で1500mに出場し、3分36秒59で優勝。また大会MVPに選ばれた。この記録は、日本歴代2位で、46年ぶりに石井隆士の日本人学生記録を更新した。残り200mの時点で遠藤日向に10mほど先行されていたが、そこから猛烈に追い上げてラスト30mほどで遠藤を交わしトップでフィニッシュした。2位となった遠藤とは0.1秒差の僅差だった。
織田記念大会と関東インカレで5000m、セイコーゴールデングランプリと日本選手権で3000mSCに出場しすべて優勝。
6月30日、ダイヤモンドリーグストックホルム大会で3000mに出場し、前半は果敢にペースメーカーに付けるが7分47秒98の10位、自己記録と日本人学生記録を更新し、日本歴代4位だった。
7月15日、アメリカのオレゴン州で開催された世界陸上選手権で3000mSCに出場し、予選2組5着で8分21秒80の予選敗退。
8月27日、ダイヤモンドリーグローザンヌ大会に3000mSCで出場し、8分13秒06のシーズンベストを記録して4位に入った。その結果、獲得ポイントによりダイヤモンドリーグファイナルへの進出を決めた。少し前にファイナル進出が決定している女子やり投の北口榛花に続き、トラックでは男女通じて初めての快挙。また、翌年のブダペスト世界陸上の参加標準記録（8分15秒00）も突破した。
9月8日、ダイヤモンドリーグファイナル　チューリッヒ大会で8分12秒65のシーズンベストを記録して4位の快挙。ラスト200mから2人を抜き、世界のトップランナーたちを相手に堂々たるレースを見せた。
10月10日の出雲駅伝では2区に出走し5位で襷を受けると、1km過ぎに関西学院大を、5km過ぎでは青学大を追い抜き3位に浮上。順位を2つ上げ従来の区間記録を16秒上回る快走を見せるも、洛南高校時代の後輩である駒澤大・佐藤圭汰に4秒及ばず区間2位。
第54回全日本大学駅伝では2年連続で2区に出走。11位（実際の順番は12番目）から3位へと順位を8つ上げたが、3年連続で区間賞とはならず（区間3位）。

### 2023年
1月2日、第99回箱根駅伝では2年連続で2区に出場し6位で襷を受けたが、前回より区間順位とタイムを落とし9位に後退（順大は総合5位でシード権を獲得）。
6月10日、ダイヤモンドリーグパリ大会で3000mSCに出場し、自身が2021年の東京オリンピックで記録した8分09秒92の日本記録を0秒01上回る8分09秒91の日本新記録で2位に入った。
8月22日、ハンガリーのブダペストで行われた世界陸上選手権で男子3000mSC決勝に出場し、8分13秒70で6位入賞を果たした。この種目での入賞は日本勢初。オリンピックを含めても、自身の2021年東京五輪7位を上回り、過去最高順位となった。
11月5日の第55回全日本大学駅伝では、3年連続で2区に出走。三浦は区間8位ながら5人を追い抜き、13位から8位に浮上させた。しかし順大は11位に終わり、4年ぶりのシード落ちとなった。

### 2024年
2024年パリオリンピックの陸上競技男子3000mSCでは、決勝に進み、8分11秒72のタイムで8位となりオリンピックで2大会連続の入賞となった。オリンピック2大会連続入賞はトラック競技では日本人初。

### 2025年
7月12日に行われたダイヤモンドリーグモナコ大会では自己記録を6秒以上も更新する8分03秒43の日本新記録を樹立した。

## 戦績・記録

### 大学三大駅伝
| 学年               | 出雲駅伝                                   | 全日本大学駅伝                        | 箱根駅伝                           |
| ------------------ | ------------------------------------------ | ------------------------------------- | ---------------------------------- |
| 1年生 （2020年度） | 第32回 ― - ― 大会中止                      | 第52回 1区-区間賞 27分07秒 区間新記録 | 第97回 1区-区間10位 1時間03分33秒  |
| 2年生 （2021年度） | 第33回 ― - ― 出走なし                      | 第53回 2区-区間賞 31分30秒            | 第98回 2区-区間11位 1時間07分44秒  |
| 3年生 （2022年度） | 第34回 2区-区間2位 15分31秒 （区間新記録） | 第54回 2区-区間3位 31分27秒           | 第99回 2区-区間12位 1時間08分11秒  |
| 4年生 （2023年度） | 第35回 ― - ― 出走無し                      | 第55回 2区-区間8位 32分04秒           | 第100回 1区-区間10位 1時間01分38秒 |

### 実業団駅伝戦績
| 年度                   | 大会                   | 区間     | 区間順位 | 記録     | 総合順位 |
| ---------------------- | ---------------------- | -------- | -------- | -------- | -------- |
| 2024年度 （入社1年目） | 第65回東日本実業団駅伝 | 出場なし | 出場なし | 出場なし | 5位      |
| 2024年度 （入社1年目） | 第69回全日本実業団駅伝 | 1区      | 区間3位  | 34分31秒 | 5位      |

## 自己記録
- 1500m - 3分36秒59（2022年4月9日：第30回金栗記念選抜中・長距離熊本大会2022 タイムレース決勝4組）日本歴代3位

- 3000m - 7分47秒98（2022年6月30日：ダイヤモンドリーグ ストックホルム大会）日本歴代8位

- 5000m - 13分26秒78（2021年7月14日：ホクレンディスタンスチャレンジ北見大会）U20日本歴代4位、U20アジア歴代8位[37]

- 3000mSC - 8分03秒43（2025年7月11日：ダイヤモンドリーグ モナコ大会）日本記録、アジア歴代2位

- ハーフマラソン - 1時間01分41秒（2020年10月17日：第97回箱根駅伝予選会）[38]